# 喜馬拉雅兔

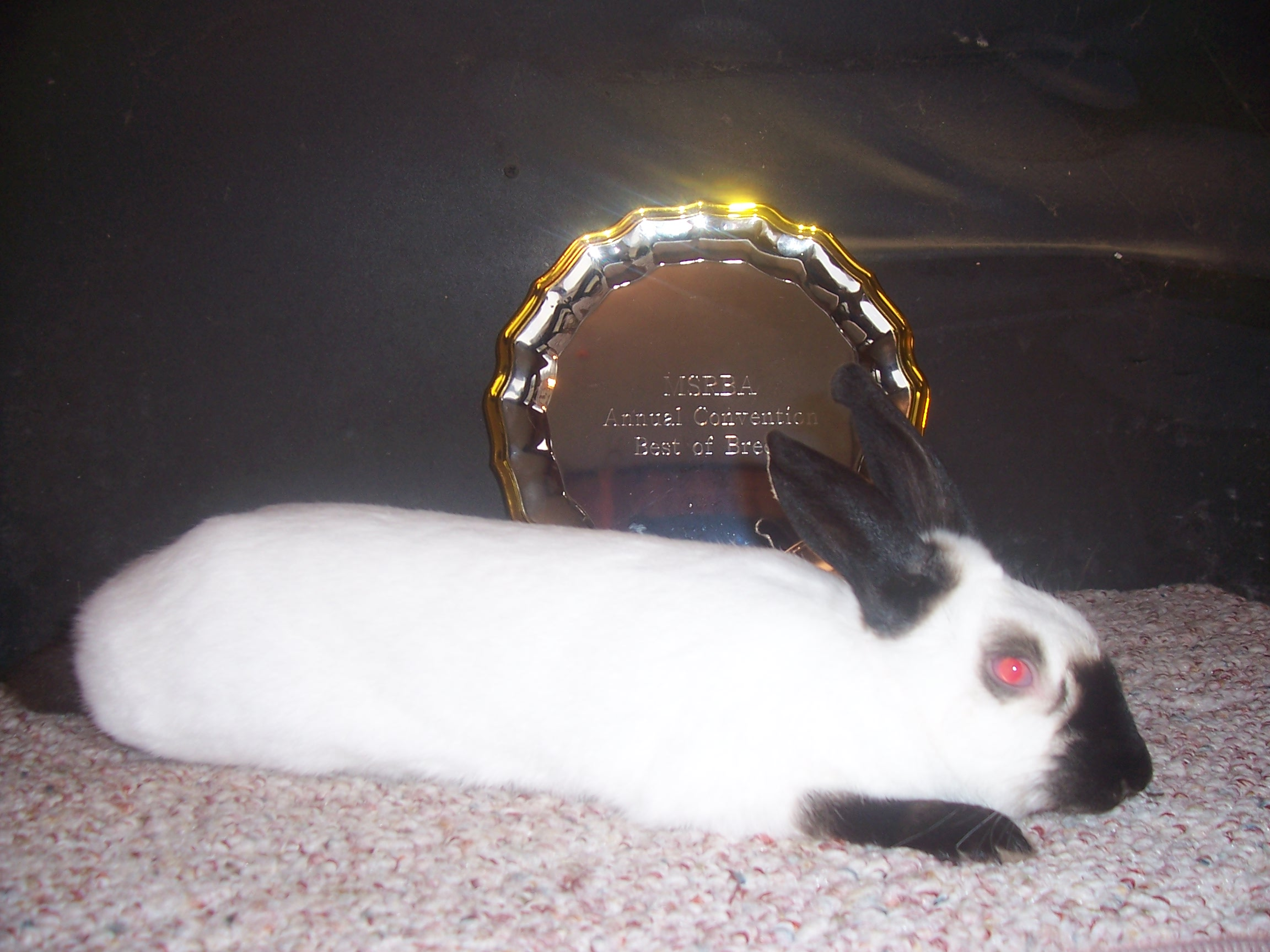
在育種大會中獲獎的喜馬拉雅兔

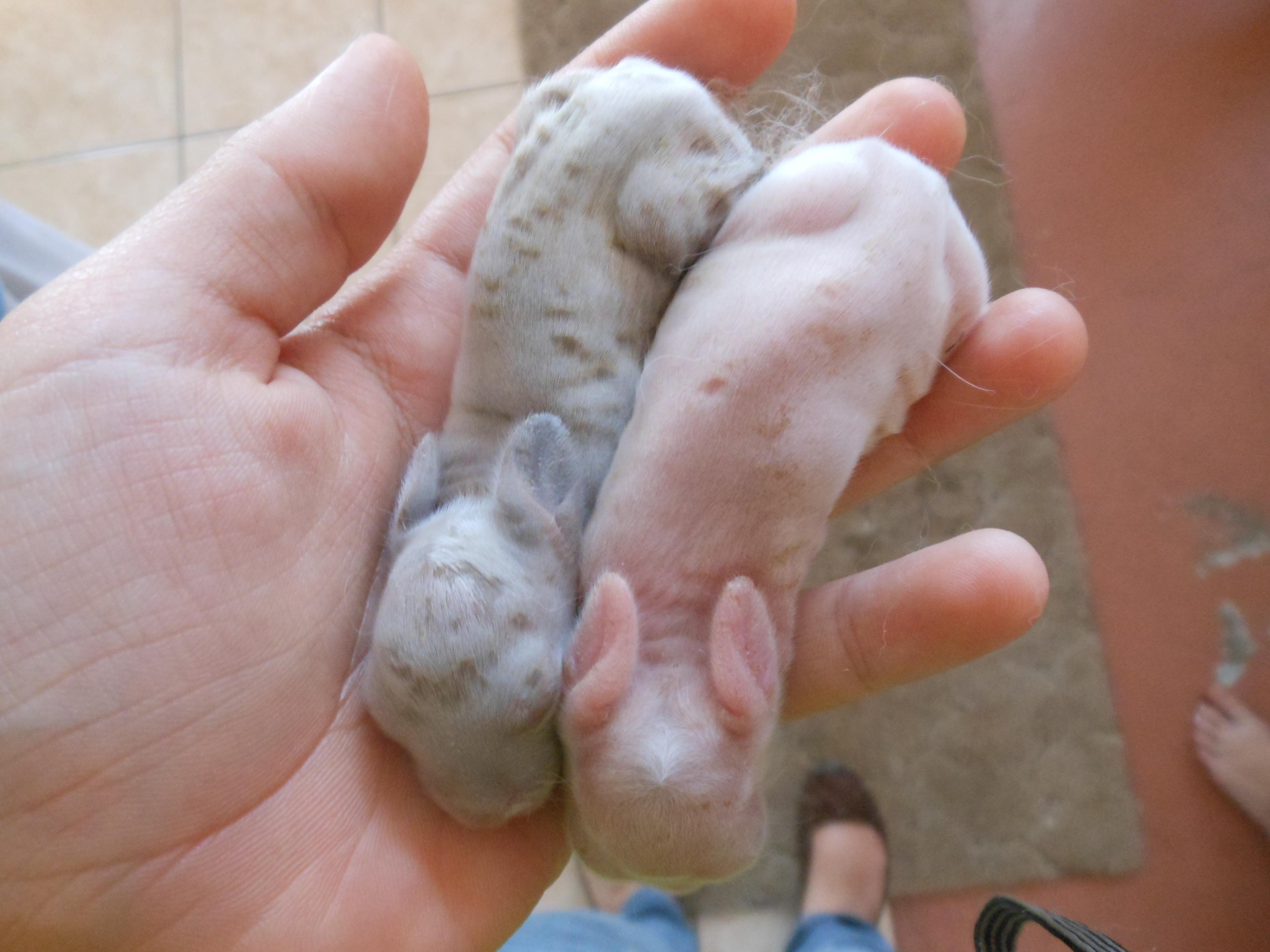
左邊的小喜馬拉雅兔因掉出窩中，在約攝氏21度的溫度下生長，因而毛色呈黑色，右邊的小喜馬拉雅兔在約攝氏35度的窩中，毛色不呈黑色

喜馬拉雅兔（Himalayan rabbit），又稱為五黑兔，是家兔的一個品種。喜馬拉雅兔出生時全身均為白色，六個月後其鼻子、耳朵、前腳、後腳與尾巴等部位毛色會轉為黑色，其他部位則維持白色，造成此現象的原因是其參與黑色素合成途徑的一種酵素在攝氏33度以上的溫度會失去活性，只有上述部位因體溫低於攝氏33度，使該酵素正常運作而得以合成黑色素，因此毛色為黑色。
喜馬拉雅兔的起源目前仍不清楚，亦無明確證據證明此品種起源自喜馬拉雅山區，許多人認為它可能源於中國。此品種在世界各地被廣泛繁殖，擁有許多別名，是歷史最為悠久的家兔品種之一。